# Саїнтамарату-17
Грама Ніладхарі Саїнтамарату-17 (№ KP/47) — Грама Ніладхарі підрозділу ОС Саїнтамарату, округ Ампара, Східна провінція, Шрі-Ланка.

## Демографія
| Населення (2007) | Населення (2007) | Населення (2007) | Населення (2007) | Населення (2007) |
| Населення        | Чоловіки         | Жінки            | Діти             | Дорослі          |
| ---------------- | ---------------- | ---------------- | ---------------- | ---------------- |
| 1816             | 922              | 894              | 669              | 1147             |